# Agrochola vulpina
Agrochola vulpina är en fjärilsart som beskrevs av John D. Lattin 1951. Agrochola vulpina ingår i släktet Agrochola och familjen nattflyn. Inga underarter finns listade i Catalogue of Life.